# قره كوسه (سنجك)
قره كوسه (بالكردية: Qerekose‏) (بالتركية: Karaköse)‏ هي قرية كرديّة رشوانيّة تتبع إداريّاً لمديرية سنجك في محافظة أديامان التركية، بلغ عدد سكانها 193 نسمة في عام 2021 ويتبعها نجع قارغي.